# 蓮花車隊 (2010年)
蓮花車隊（亦译为路特斯車隊），是一支持有馬來西亞籍參賽證照的一級方程式車隊及製造商，車隊基地設立於英國諾福克郡欣厄姆，於2010年賽季加入並參與該年及2011年賽季；車隊在參賽兩年間未能取得任何積分。
車隊由馬來西亞商人東尼·費南德斯建立，以當時蓮花汽車的母公司寶騰所屬國籍取得參賽證照、並使用Lotus為名以參與競賽；車隊由名為"1Malaysia F1 Racing Team"的公司—一間由費南德斯持有的控股集團圖恩集團及馬來西亞商人納西慕丁·阿敏所持有的納莎集團聯合持有的公司—經營。車隊的參賽資格承接自寶馬薩伯車隊於2009年賽季結束後宣布退出後所留下的空缺、成為2010年賽季的兩支新車隊之一。在該參賽證照於季末到期後、車隊轉而買下Team Lotus這個名字以繼續參賽。。
卡特漢姆集團在費南德斯宣布買下卡特漢姆汽車後成立。雖然車隊屬於集團的一部分，但他們依照先前所購得的Team Lotus之名參加2011年賽季。而車隊在年末宣布將在2012年賽季開始改名為卡特漢姆車隊，同時也完成與長期參加GP2系列賽的同名車隊的連結。

## 起源
國際汽車聯合會在2009年宣示將擴張聯盟規模、目標是將參賽隊伍提高至13支（較當時的10支隊伍再增加3支），並於七月從15組申請者中選中了3組、也同時確定現有10支隊伍的參賽權；現有屬於一級方程式車隊協會的車隊都清楚並同意用以提供技術支援給新隊伍的系統，兩造的妥協方案中包含現有隊伍將提供部分的設計知識給予新隊伍、而不是提供整部客製化賽車，新隊伍的交換條件則是預算上限將被降低。
由於車隊前身在1994年季末宣布破產而轉售，Team Lotus這個名稱的使用權是握在大衛·亨特（知名F1賽車手詹姆士·亨特之弟）手上的；而當FIA宣示要擴張聯盟時，極速F3車隊就已經從其手中買下並提交了以Litespeed Team Lotus為隊名來參賽的申請。這支身為原蓮花車隊姐妹公司的隊伍並疏遠了與新的蓮花車隊之間的關係、表明若有需要也將為了保護隊名與聲譽而採取行動。但當新的參賽隊伍名單於2009年6月12日公布時，他們並不在其列。